# Sherlock Holmes y el rey de los ladrones

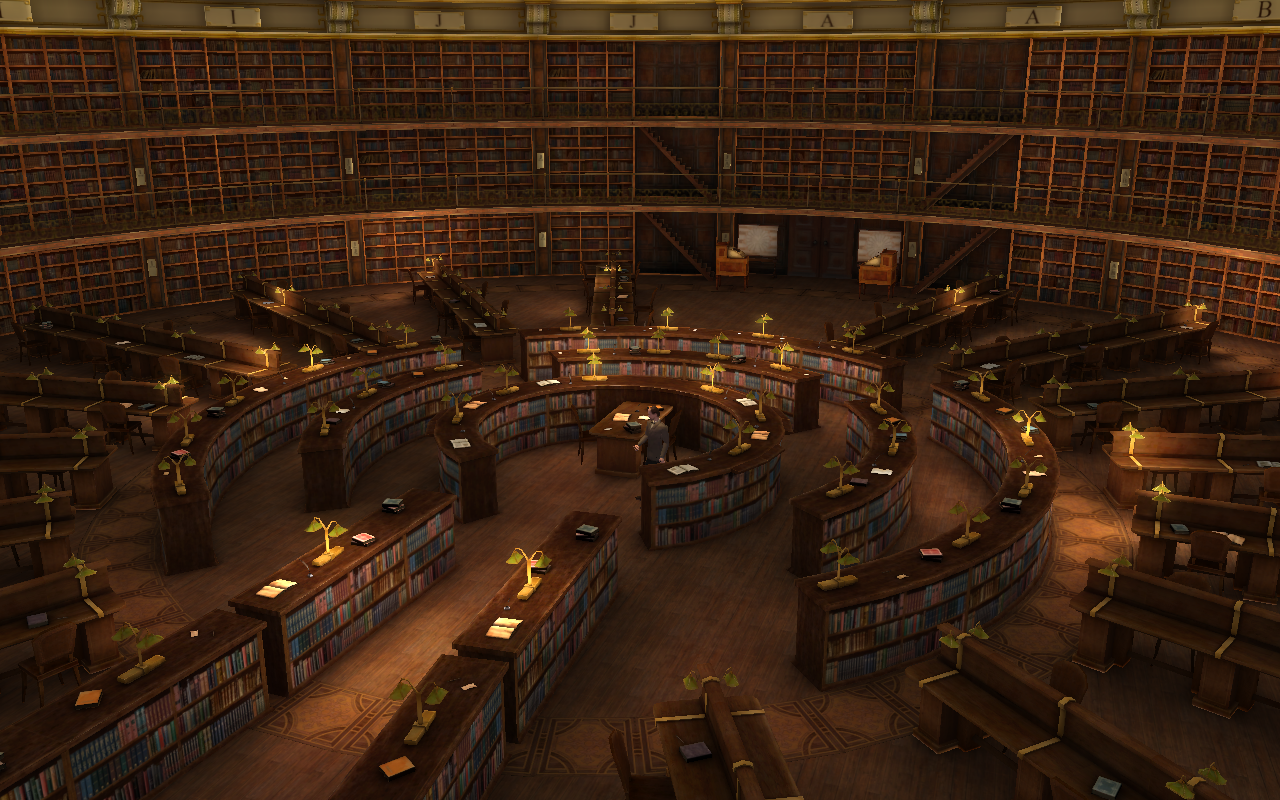
La biblioteca del Museo Británico.

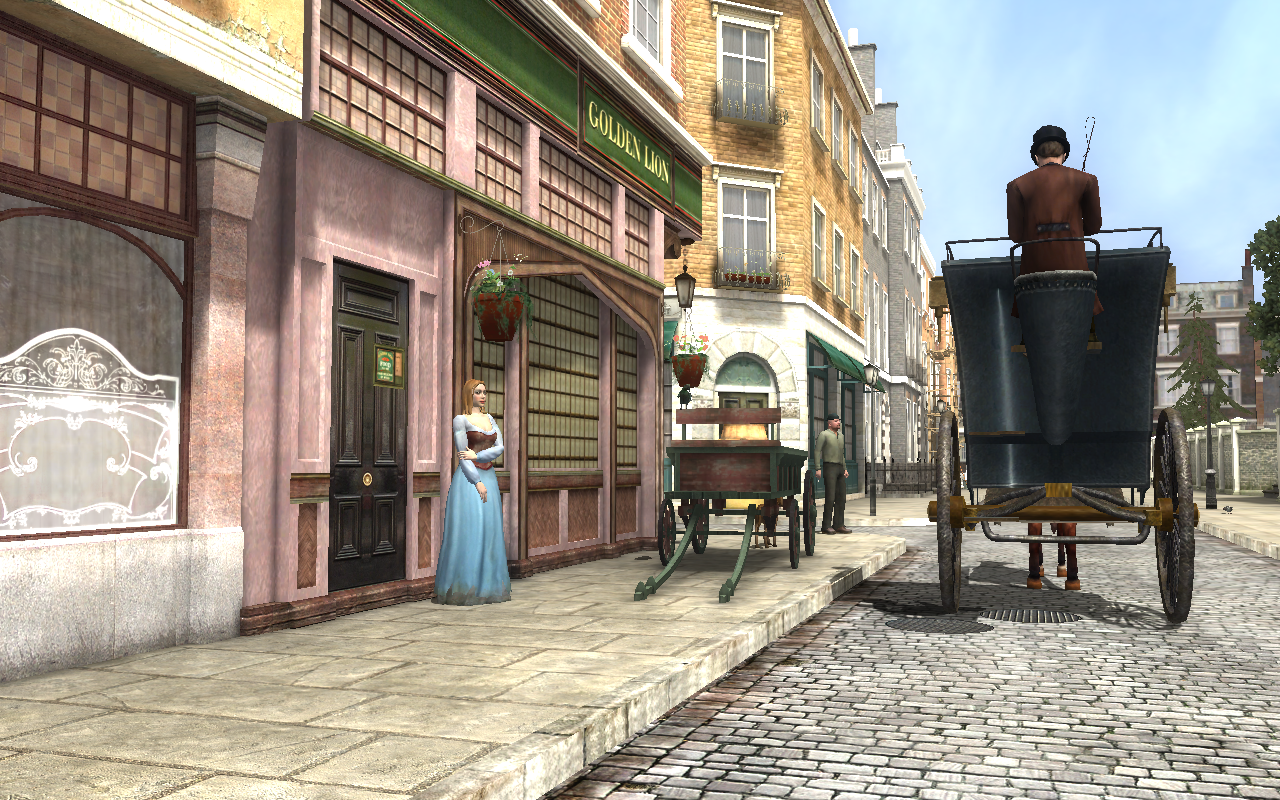
Calle Melcombe.

Sherlock Holmes y el rey de los ladrones (conocido en Estados Unidos como Sherlock Holmes vs Arsène Lupin y en el Reino Unido y Australia como Sherlock Holmes: Nemesis) es un videojuego en primera persona creado por los estudios Frogwares y distribuido por FX Interactive. Es el cuarto juego de la serie de videojuegos inspirada en el famoso detective, creado por Sir Arthur Conan Doyle.

## Resumen
Comienza una mañana soleada (posiblemente en lunes), cuando Watson descubre entre la correspondencia una invitación del ladrón de guante blanco Arsenio Lupin para comenzar una "partida de ajedrez", un duelo de caballeros en los lugares más emblemáticos de Londres. Así comenzará una carrera contrarreloj para evitar los audaces robos de Lupin.

## Mejoras de la secuela
Esta nueva entrega posee varias mejoras que vuelven la experiencia de juego más dinámica y realista. En primera instancia, las gráficas fueron retocadas y visiblemente renovadas, puesto que ahora los entornos son mucho más grandes y detallados. Aumentó la dificultad de los desafíos y puzles, y la interacción con otros personajes es más eficiente y continua. Además, la vida ficticia del personaje está mucho mejor enmarcada y se ve involucrada con más frecuencia en la historia (cabe mencionar, por ejemplo, múltiples alusiones a la historia del anterior videojuego, o incluso a cuentos reales de Holmes, como "Escándalo en Bohemia", "La Aventura de los Seis Napoleones" y "La Aventura de la Casa Abandonada"). Está también la aparición de nuevos y sólidos personajes, como el Inspector Lestrade, y la novedad de que ahora se podrán manejar con más frecuencia a otros que no sean Sherlock Holmes.

## Curiosidades
En una parte, cuando Holmes debe sacarle una foto a un murciélago para cegarlo, la sombra de este tiene la forma del logotipo de Batman. Holmes pregunta qué puede hacer con la foto, y el guardia le dice que se la entregue al dueño de la cámara, un tal sargento Wayne (el mismo apellido que el del alter ego del superhéroe).
En otro momento, Sherlock Holmes tiene que tocar en su violín una canción, que resulta ser Get Back de Los Beatles, banda que no aparecería sino hasta décadas después. La referencia se hace más obvia cuando el conserje dice que "se trata de una banda de Liverpool", aunque también aclara que "no tuvieron mucho éxito", lo cual es todo lo contrario a lo que sucedió en realidad.
En el juego, el Doctor Watson no posee animaciones para caminar, por lo que este se teletransporta junto al jugador de forma silenciosa a medida que avanza, este hecho que ha sido descrito por los jugadores como algo tétrico se le conoce en internet como "Creepy Watson".